# Отопластика
Отопла́стика (от греческого слова οὖς, oûs, — ухо + πλάσσειν, plassein — формировать) — пластическая операция по исправлению ушных раковин и избавлению от лопоухости.

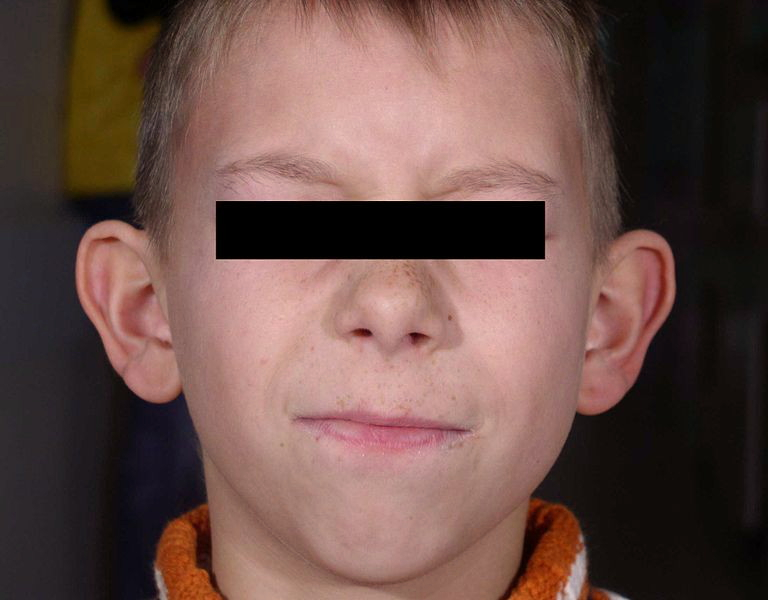
Лопоухость

Отопластика проводится в случаях нарушения анатомического строения ушной раковины (лопоухость и т. д.) и предполагает хирургическое вмешательство, затрагивающее хрящевые и мягкие ткани ушной раковины. Нередко рекомендуется проведение операции в детском и подростковом возрасте (с 6 лет), поскольку лопоухость и другие врождённые проблемы могут вызвать психологические расстройства у ребёнка.
Отопластика также может проводиться при травмах ушной раковины.
Виды отопластики:
- эстетическая (изменение формы ушей),
- реконструктивная (создание полностью или частично отсутствующей ушной раковины),
- декоративная (бодимодификация — эльфийские уши).

## История отопластики

### Античные времена

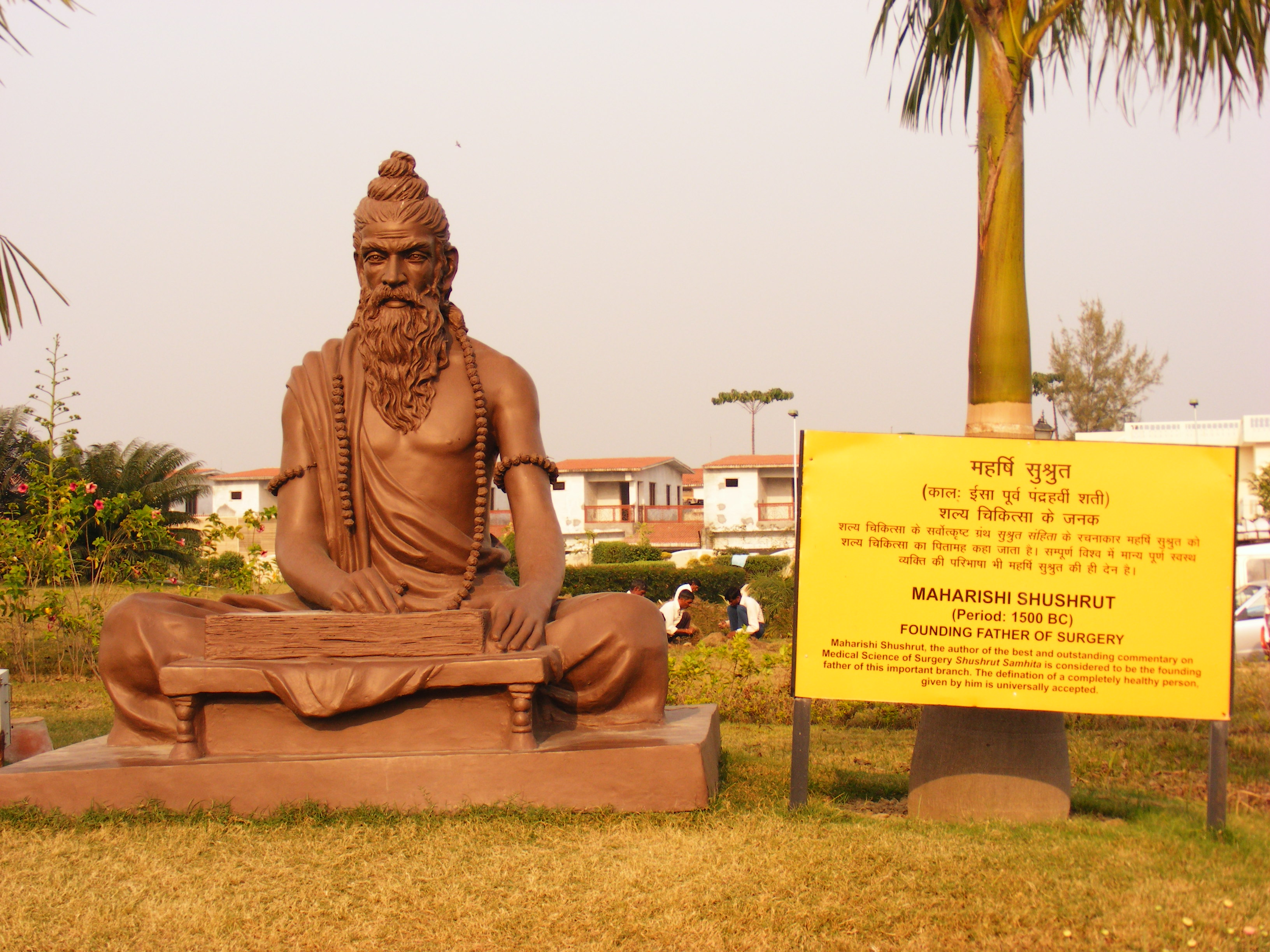
Сушрута, индийский аюрведический врач. (ок. 800 до н. э.)

Начало отопластике положил в 5 столетии до нашей эры в Древней Индии врач Сушрута (Sushruta). Он вместе со своими учениками разработал первые методы отопластики и других видов пластической хирургии по восстановлению и коррекции ушей, носа, губ и гениталий. Знания и опыт древнеиндийского учёного и врача, описанные в аюрведическом трактате «Sushruta-samhita», легли в основу некоторых современных методик хирургии уха.

### Девятнадцатое столетие
Пионером европейской отопластики считается немецкий учёный Иоганн Фридрих Диффенбах (1794—1847). В трактате «Die operative Chirurgie» (1845) Диффенбах описал первый хирургический метод коррекции лопоухости. Он заключался в иссечении проблемной избыточной части хряща уха.

### Двадцатое столетие
Новое развитие отопластика получила благодаря трудам Гарольда Гиллиса (D Harold. Gillies) (1882—1960) — пионера пластической хирургии, известного как врача, впервые восстановившего челюсть, оторванную снарядом при взрыве во время Первой мировой войны, а также первым пересадившего мужской пенис женщине (1946) и удалившего пенис мужчине, заменив его вагиной (1951). В 1920 году он провёл первую операцию по устранению лопоухости, сохранив целостность внешнего каркаса уха. Гиллису принадлежат работы по восстановлению ушной раковины с применением хряща из ребра самого пациента. Однако результаты ранней отопластики нельзя считать успешными из-за проблем с приживаемостью пересаженного хряща, его способностью к рассасыванию и неспособностью в то время бороться с сопутствующими инфекциями.
Во второй половине 20 века Рэдфорд Танзер (1921—2004) вернулся к идее использования хрящей от органов самого пациента для увеличения ушной раковины при микротии (аномально маленькие уши).
В конце XX века был разработан современный метод восстановления ушных раковин — лазерная отопластика. Первым применил лазер в отопластике российский пластический хирург Ашрафов Рауф Ашрафович в 1989 году.

### Наше время
В настоящее время отопластика включает в себя более 170 методик коррекции лопоухости, деформации и дефектов ушной раковины.
Чаще всего в коррекции методом отопластики нуждается лопоухость (торчащие уши), которая является выраженной врождённой деформацией ушной раковины, делающей уши торчащими, оттопыренными. При такой деформации форма и размеры ушных раковин, как правило, находятся в пределах нормы, но сами ушные раковины располагаются не параллельно височной кости, а под почти прямым углом. Признаками лопоухости являются: увеличенный угол расположения ушной раковины к затылочной части головы, а также более гладкий контур ушной раковины и противозавитка.
Наружное ухо у плода начинает формироваться и расти уже в конце первого триместра беременности, а внутренние складки и рельеф ушной раковины развиваются на шестом месяце. Лопоухость чётко видна уже при рождении, и как раз в этот период изменить форму ушей новорождённого можно даже без хирургического вмешательства. Если у ребёнка зафиксировать уши, требующие изменения формы, они могут принять иные форму или положение. Если деформированное ухо не было корректировано до полугодовалого возраста, ввиду дальнейшей стабилизации хряща выполнить коррекцию без оперативного вмешательства впоследствии уже невозможно.
Считается, что в норме угол между раковиной уха и головой должен равняться 30°, причём ушная раковина должна быть параллельной щеке, а расстояние между черепом и краем уха должно составлять около 2 см. Очертания раковины уха и его конфигурация индивидуальны и уникальны подобно рисунку на подушечках пальцев.
Деформация может коснуться одного или обоих ушей. Вид и степень деформации ушей при лопоухости очень разнообразны, в связи с этим нет единой врачебной тактики по её исправлению.

## Показания
- Неправильная форма ушных раковин.
- Лопоухость.

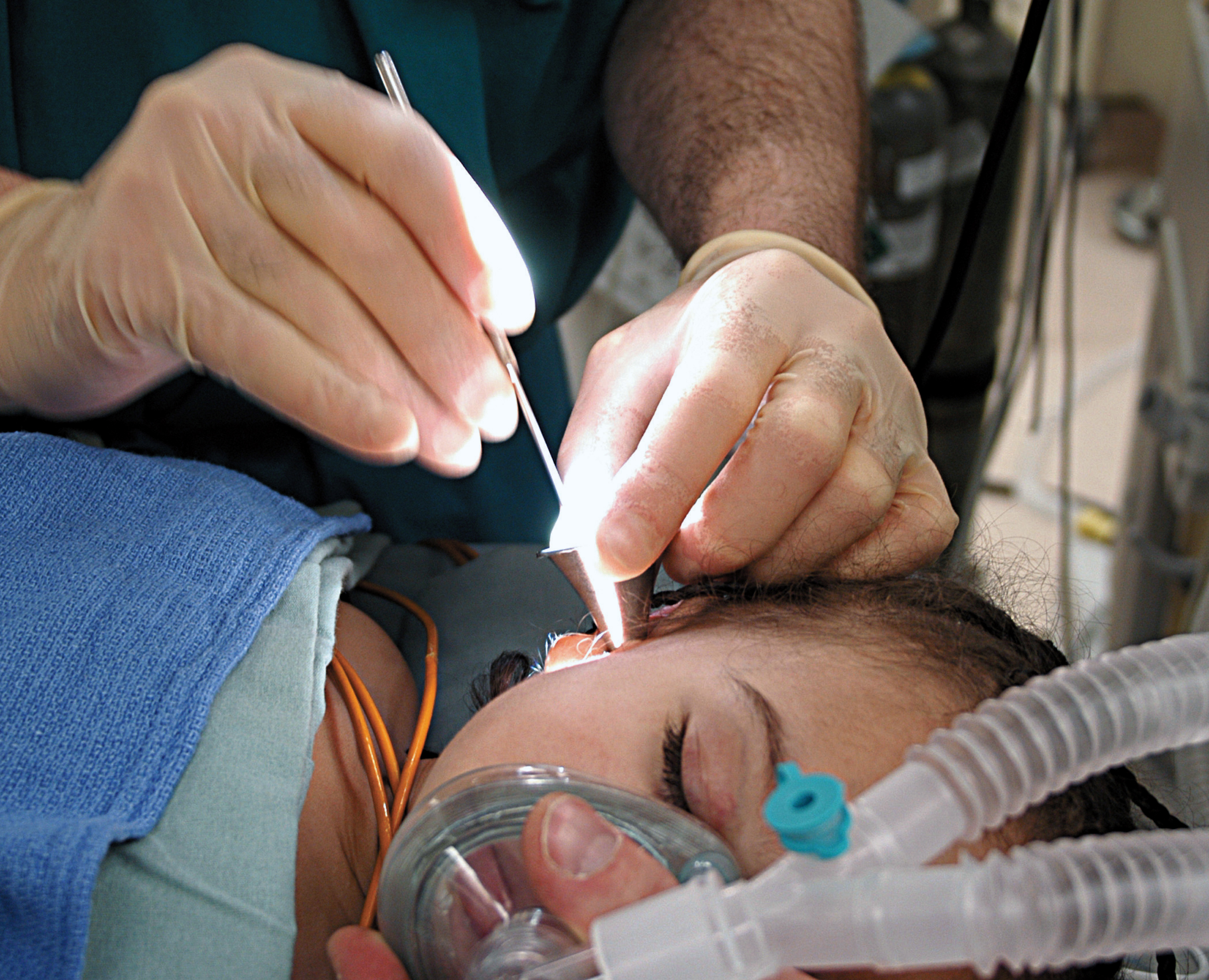
Пластическая операция по коррекции лопоухости

- Сглаженная передняя поверхность ушной раковины и противозавитка.
- Увеличение угла между затылочной частью и ушной раковиной.
- Частичное или полное отсутствие ушной раковины (врождённого и приобретённого характера).

При планировании коррекции важно правильно определить положение торчащего уха. Лопоухость может быть вызвана особенностями внутриутробного развития ушной раковины. Чаще всего лопоухость — это следствие недостаточного развития, сглаженности противозавитка, то есть выступа на внутренней части уха, который располагается параллельно завитку. Сама сглаженность противозавитка может полностью или частично отсутствовать, в то время как торчит только верхняя часть ушной раковины.
Причиной чрезмерного выступания уха может быть гипертрофия хрящевой структуры ушной раковины. Считается, что более сглаженные хрящевые рельефы завитка и противозавитка, как правило, располагаются на прочном хряще наружного уха, при этом его увеличение приводит к выступанию ушной раковины в целом. В ухе, расположенном в рамках нормы, иногда встречается лишь выпячивание мочки, причиной этому служат гипертрофированный размер раковины уха или особая форма хвоста завитка.
Оттопыренные уши встречаются и при равномерном увеличении ушной раковины в целом. Лопоухость такого рода носит название «макротия». Размеры нормального уха в норме являются весьма вариабельными, но иногда они не пропорциональны лицевому скелету. Лопоухость в таком варианте встречается в случае изолированного врождённого чрезмерно стремительного роста уха или быстрого роста одной из половин лица. Вышеупомянутая макротия может наблюдаться при нейрофиброматозе (болезни) Реклингхаузена или сосудистой аномалии.
Противопоказанием к оперативному вмешательству являются онкологические заболевания и проблемы со свёртываемостью крови.

## Процедура

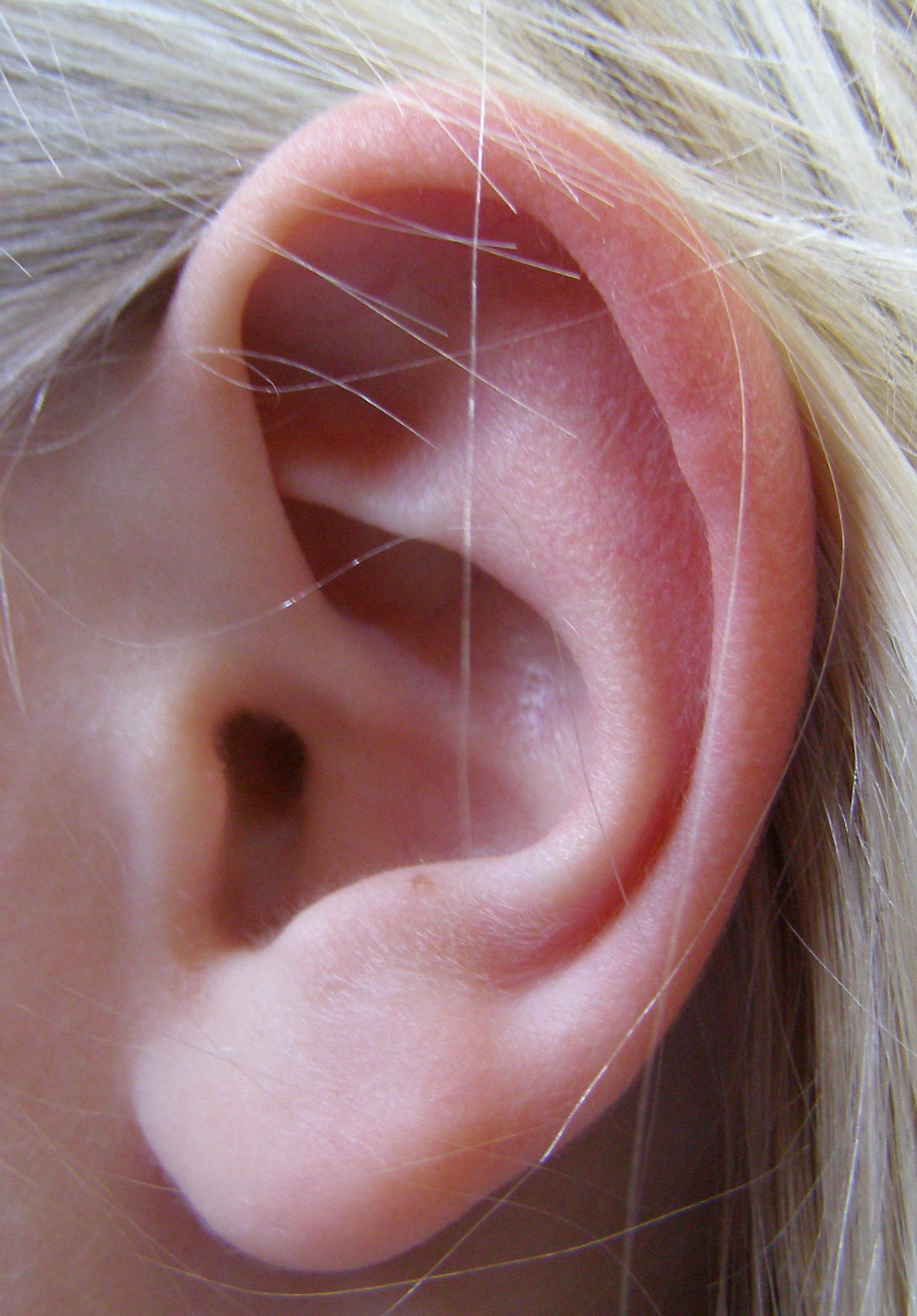
Анатомическая структура ушной раковины

Перед операцией необходимо сдать анализы. Если противопоказаний не выявлено, специалист назначает дату проведения операции. Как правило, применяется местная анестезия для взрослых и общая для детей.
Методика проведения коррекции зависит от индивидуальных особенностей строения ушной раковины и предпочтений хирурга. В случае устранения лопоухости разрез проводится на задней стенке ушной раковины и не заметен. Хрящ рассекается, и иссекаются его избытки, формируется новая форма ушной раковины.
Хирург определяет новую форму и расположение хряща заранее с учётом антропометрических данных пациента. Пациент подвергается местному или общему обезболиванию, после чего производится разрез за складкой ушной раковины. Хрящу придаётся форма, обеспечивающая близкое прилегание уха к голове. Иногда вместе с отопластикой проводят пластику мочки уха. Данная операция занимает около получаса—часа и переносится пациентами довольно легко. Для поддержания нового положения хряща на уши накладывают специальные валики, а сверху — фиксирующая повязка или бандаж, которые необходимо носить в течение одного месяца.
Классическая отопластика с применением хирургического скальпеля может быть заменена лазерной отопластикой. Применение лазерного скальпеля позволяет моделировать ушной хрящ, не оставляя при этом следов от операции.

## Реабилитационный период
В первые дни после отопластики может наблюдаться отёк в области хирургического вмешательства. В течение 2 недель после коррекции проводятся перевязки периодичностью 1 раз в 2—3 дня. Перевязки не должны быть слишком тугими, так как ношение таких перевязок может замедлить заживление раны. На 8—10 сутки снимаются швы, если они не саморассасывающиеся.